# Nawalpur
Nawalpur (nepalski: नवलपुर) – gaun wikas samiti w środkowej części Nepalu  w strefie Bagmati w dystrykcie Sindhupalchowk. Według nepalskiego spisu powszechnego z 2001 roku liczył on 727 gospodarstw domowych i 3647 mieszkańców (1900 kobiet i 1747 mężczyzn).